# Милош Симоновић
Милош Симоновић (Ниш, 31. мај 1973) бивши је градоначелник Ниша. По звању је доктор машинских наука. Докторирао је 2016. године на Машинском факултету у Нишу на тему "Примена вештачких неуронских мрежа за краткорочно предвиђање и анализу система даљинског грејања". Ради као сарадник на Машинском факултету Универзитета у Нишу. Члан је Демократске странке од 1993. године.
Завршио је Машински факултет у Нишу са просеком 9,40, смер аутоматско управљање. Током студија примао је стипендију Министарства за науку и технологију и републичког фонда за развој младих истраживача и уметника.
Председник је Градског одбора ДС Ниш и шеф одоборничке групе ДС у Скупштини града Ниша. Члан је Управног одбора НВО „Центар за регионалну политику Ниш“.
Посланик у Народној скупштини Републике Србије 2007−2008. године.
На парламентарним изборима 11. маја 2008. изабран је за посланика у Народној скупштини Републике Србије.
Живи у Нишу.